# Willenberg (Pegnitz)

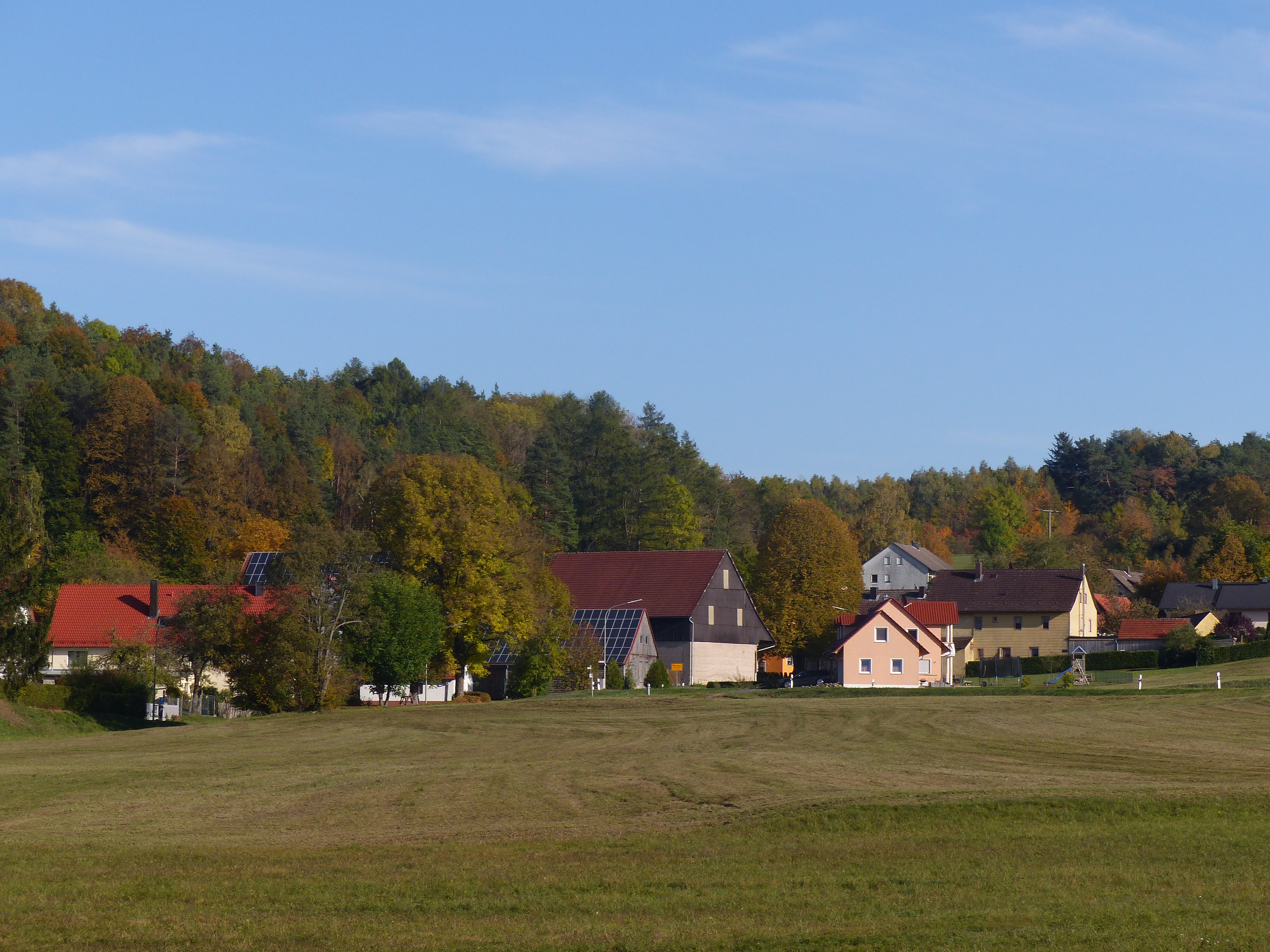
Blick auf Willenberg aus westlicher Richtung

Willenberg (oberfränkisch: Wllaberch) ist ein Gemeindeteil der Stadt Pegnitz im Landkreis Bayreuth (Oberfranken, Bayern). Willenberg liegt in der Gemarkung Hainbronn.

## Geografie
Das Dorf liegt im östlichen Randbereich der Fränkischen Schweiz. Die Kreisstraße BT 41 durchquert den Ort und führt nach Pegnitz (2 km östlich) bzw. nach Willenreuth (2,3 km westlich). Eine Gemeindeverbindungsstraße führt nach Neudorf (1,4 km südlich).

## Geschichte
Der Ort wurde 1119 als „Vuilleberc“ erstmals urkundlich erwähnt. Das Bestimmungswort des Ortsnamens ist der Personenname Willo. Das Klosters Michelfeld war zu dieser Zeit im Ort begütert.
Bis zum Ende des 18. Jahrhunderts unterstand Willenberg der Landeshoheit des Fürstentums Bayreuth. Die im fränkischen Raum für die Landeshoheit maßgebliche Dorf- und Gemeindeherrschaft wurde dabei vom Oberamt Pegnitz in seiner Funktion als Vogteiamt ausgeübt. Nachdem im Jahr 1810 das Königreich Bayern das Fürstentum käuflich erworben hatte, wurde Willenberg bayerisch. Mit dem Gemeindeedikt (frühes 19. Jahrhundert) wurde Willenberg dem Steuerdistrikt Hainbronn und der Ruralgemeinde Hainbronn zugewiesen. Am 1. Mai 1978 wurde Willenberg im Zuge der Gebietsreform in Bayern nach Pegnitz eingegliedert.